# Grzybówka bulwiasta
Grzybówka bulwiasta (Mycena bulbosa (Cejp) Kühner) – gatunek grzybów z rodziny grzybówkowatych (Mycenaceae).

## Systematyka i nazewnictwo
Pozycja w klasyfikacji według Index Fungorum: Mycena, Mycenaceae, Agaricales, Agaricomycetidae, Agaricomycetes, Agaricomycotina, Basidiomycota, Fungi.
Po raz pierwszy takson ten opisał w 1930 r. Karel Cejp, nadając mu nazwę Apseudomycena bulbosa. Obecną, uznaną przez Index Fungorum nazwę nadał mu Robert Kühner w 1938 r.
Nazwę polską zaproponował Władysław Wojewoda w 2003 r.

## Morfologia
Kapelusz
Średnica 2–8 mm, pokryty dającą się oddzielić galaretowatą błonką (niełatwą do zaobserwowania). Kształt półkulisty do wypukłego, w trakcie dojrzewania przechodzący w płaskowypukły, z mniejszym lub większym garbkiem, bruzdowany, półprzezroczysto prążkowany. Powierzchnia naga, początkowo szaro-brązowa, potem blaknąca do bladoszarej do szarobiałej.
Blaszki
W liczbie 10–12 sięgające trzonu, dość szerokie, luźne, białe lub szaro-białe, brzeg można rozdzielić.
Trzon
Wysokość 5–20 mm, grubość 0,1–0,5 mm, wodnisty, całkowicie owłosiony, błyszczący z wyjątkiem podstawy, biały. Charakterystyczną cechą jest jego biało-owłosiona, tarczowata podstawa o szerokości 1 mm.
Cechy mikroskopowe
Podstawki 20–32 × 8–9 µm, maczugowate, 4-zarodnikowe. Zarodniki 7,5–11 × 4–5 (–6,0) µm, Q = 1,5–2,1, Qav = 1,9, o kształcie pipety lub subcylindryczne, nieamyloidalne. Cheilocystydy 20–55 × 2,79 µm, subcylindryczne, maczugowate lub o nieregularnym kształcie, wierzchołkowe z jedną lub 2–3 szyjkami lub z kilkoma grubymi, różnie ukształtowanymi naroślami o wymiarach 5–11,5 × 2,5–3,5 µm. Pleurocystyd brak. Strzępki w skórce kapelusza o szerokości 1,5–3,5 µm, rozgałęzione i mocno splecione, gładkie lub uchyłkowate, osadzone w galaretowatej substancji. Strzępki skórki trzonu gładkie. Kaulocystydy 18–55 × 3,5–8 µm, maczugowate, cylindryczne, gładkie. Sprzążki obecne w strzępkach wszystkich częściach grzyba.

## Występowanie i siedlisko
Władysław Wojewoda w zestawieniu grzybów wielkoowocnikowych Polski w 2003 r. przytacza tylko dwa stanowiska z uwagą, że rozprzestrzenienie tego gatunku i stopień zagrożenia w Polsce nie są znane. Bardziej aktualne stanowiska podaje internetowy atlas grzybów. Znajduje się w nim na liście gatunków rzadkich i wartych objęcia ochroną. W Norwegii jest dość częsty.
Saprotrof. Rośnie na łodygach situ (Juncus), rzadziej turzyc (Carex). W Skandynawii występuje na łodygach roślin zielnych. Podawano jego stanowiska także w lasach, na ziemi w ściółce leśnej.